# Ebeleben
Ebeleben là một thị xã in the Kyffhäuser district, ở bang Thüringen, Đức. Đô thị này có diện tích 40,74 km², dân số thời điểm ngày 31 tháng 12 năm 2006 là 3026 người. Đô thị này tọa lạc 13 km về phía tây nam của Sondershausen.